# Điện ảnh Mông Cổ
Điện ảnh Mông Cổ (tiếng Mông Cổ: Монголын кино) là tên gọi ngành công nghiệp Điện ảnh của nước Cộng hòa Nhân dân Mông Cổ trước đây và Mông Cổ hiện nay.

## Lịch sử hình thành và phát triển

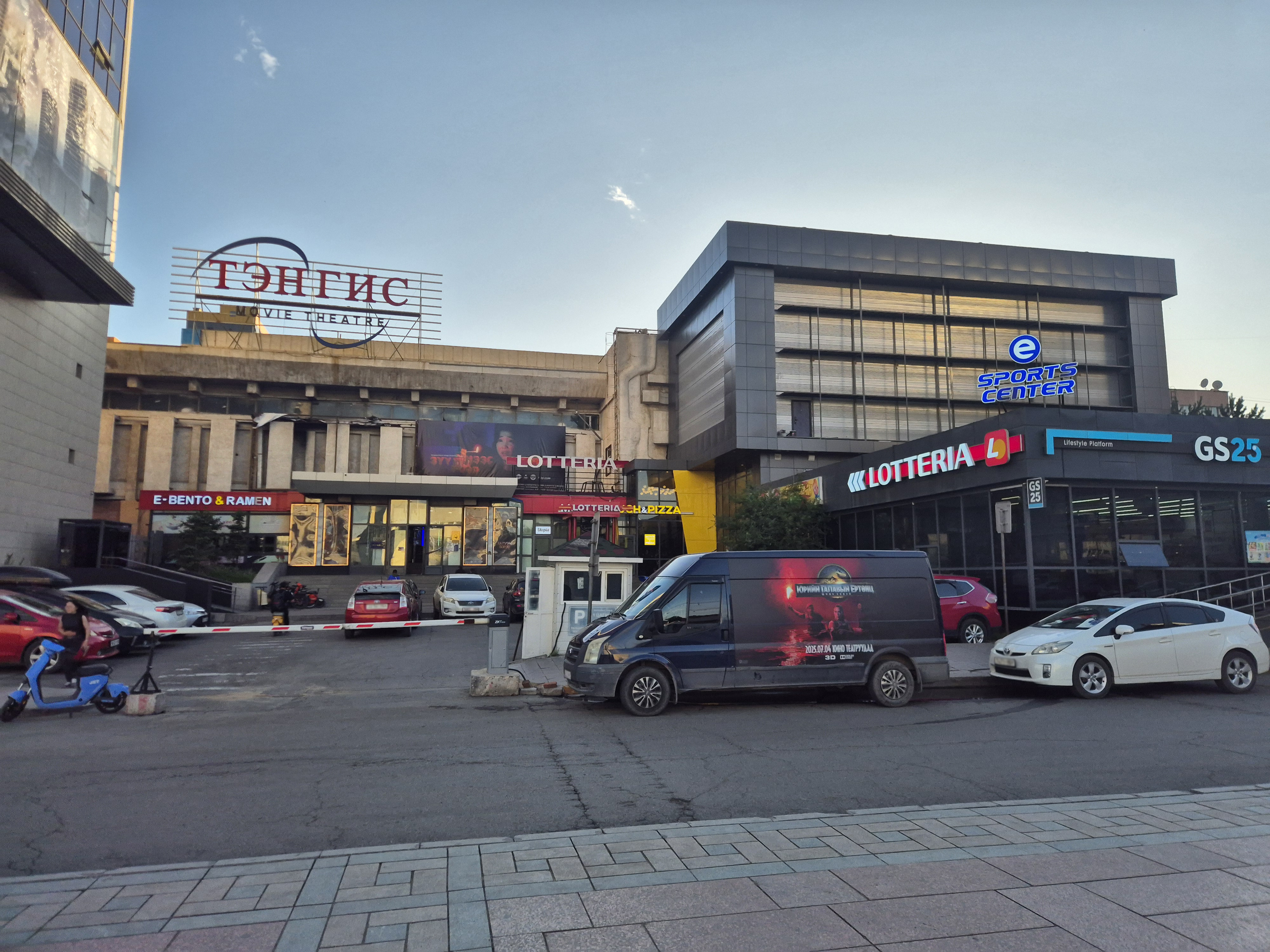
Một rạp chiếu phim ở Mông Cổ

- Trước 1950
- 1950 - 1970
- 1970 - 1990
- 1990 - 2010
- 2010 đến nay

### Hãng phim
- Mongolkino

### Nhà làm phim tên tuổi
- Temet Natsagdorj
- Tseveeny Zandraa
- Dendevyn Chimid-Osor
- Ravjagiin Dorjpalam
- Jamyanguyn Buntar
- Enkhtaivan Agvaantseren
- Dorjkhandyn Turmunkh
- Byambasuren Davaa